# NGC 303
NGC 303 é uma galáxia espiral (S+S) localizada na direcção da constelação de Cetus. Possui uma declinação de -16° 39' 18" e uma ascensão recta de 0 horas, 54 minutos e 54,6 segundos.
A galáxia NGC 303 foi descoberta em 1886 por Frank Leavenworth.